# شرطی مادی
شرطی مادی (به انگلیسی: Material conditional) یک رابط منطقی (یا عمل دودویی) است، که معمولاً توسط پیکان رو به جلو ({\displaystyle \rightarrow }) نماددهی می‌شود و در صورتی که عملوند اول آن درست و عملوند دوم آن نادرست باشد، ارزش گزاره نادرست خواهد بود و در غیر این صورت، ارزش آن درست خواهد بود.
شرطی مادی به صورت پیامد مادی (به انگلیسی: Material implication)، نتیجه مادی (به انگلیسی: Material consequence) یا به سادگی پیامد (به انگلیسی: Implication)، پیامددهی (به انگلیسی: Implies)، یا شرطی (به انگلیسی: Conditional) نیز شناخته می‌شود.
از شرطی مادی برای ساخت جمله‌های دارای شکل {\displaystyle p\rightarrow q} استفاده می‌شود. {\displaystyle p\rightarrow q} «جملۀ شرطی» نامیده می‌شود و به‌صورت «اگر {\displaystyle p} آنگاه {\displaystyle q}» خوانده می‌شود. 
برخلاف ساختار زبان انگلیسی "...If... then"، جمله شرطی مادی {\displaystyle p\rightarrow q} به صورت متعارف یک رابطه علیتی بین {\displaystyle p} و {\displaystyle q} را مشخص نمی‌کند. 
- «{\displaystyle p} صحیح است و {\displaystyle q} نتیجۀ به‌دست آمده از آن است» به‌صورت معمول یک تفسیر مجاز از {\displaystyle p\rightarrow q} نیست.
- {\displaystyle p\rightarrow q} به ندرت معنی «اگر {\displaystyle p} درست باشد، آنوقت {\displaystyle q} نیز درست است» را می‌دهد؛ زیرا جملۀ {\displaystyle p\rightarrow q} تنها موقعی نادرست است که {\displaystyle p} درست باشد، و {\displaystyle q} نادرست باشد.[۱]

در یک جدول درستی دو متغیرۀ {\displaystyle p\rightarrow q}، اگر {\displaystyle p} نادرست باشد، آنگاه {\displaystyle p\rightarrow q} درست است، صرف نظر از آنکه آیا {\displaystyle q} درست یا نادرست باشد (عبارت لاتین: ex falso quod libet)، زیرا (1) {\displaystyle p\rightarrow q} همیشه درست است، تا زمانی که {\displaystyle q} درست است و (2) {\displaystyle p\rightarrow q} موقعی درست است که هر دوی {\displaystyle p} و {\displaystyle q} نادرست اند. 
- این جدول درستی برای اثبات بعضی از نظریه‌های ریاضی مفید است. (مثلاً تعریف یک زیرمجموعه).[۲]

## صفت «مادی» در شرطی مادی
عبارت «شرطی مادی» توسط راسل اختراع شد، او یک تمایز بین پیامد صوری (Formal) و مادی (Material) قائل بود.
در اینجا یک نقل قول از کتاب مبادی ریاضیات آمده‌است:
«وقتی که یک گزارۀ خاص از دیگری استنتاج می‌شود، پیامد مادی درگیر می‌شود، اگرچه به‌صورت یک قائده، پیامد مادی می‌تواند به‌صورت نمونۀ خاصی از پیامد صوری در نظر گرفته شود، در اینجا به متغیر و متغیرهای درگیر در «پیامد صوری» یک مقدار ثابت داده شده‌است.»
بنابراین «پیامد مادی» متوجه دلالت بین گزاره‌های خاص است، اما «پیامد صوری» عمومی‌تر می‌باشد. در اینجا مادی به «وسایل فیزیکی» اشاره ندارد، مادی به معنی آن است که با یک نمونۀ خاص از یک مفهوم سروکار داریم.
شرطی‌های دیگری هم هستند که مادی نیستند، مثل شرطی خلاف واقع (مثلاً «اگر بیژن کامران را نزده بود، آنگاه دیگری این کار را می‌کرد.»).

## جدول ارزش
جدول ارزش شرطی مادی {\displaystyle p\rightarrow q}، همان جدول ارزش {\displaystyle \neg p\lor q} است. این جدول به این صورت است:
| {\displaystyle p} | {\displaystyle q} | {\displaystyle p\rightarrow q} |
| ----------------- | ----------------- | ------------------------------ |
| د                 | د                 | د                              |
| د                 | ن                 | ن                              |
| ن                 | د                 | د                              |
| ن                 | ن                 | د                              |

در منطق بولی، این جدول با ورودی‌های درست و نادرست می‌تواند توسط ورودی‌های 1 و 0 نیز نمایش یابد، با یک جدول هم‌ارز.